# Storia della Sicilia punica
La storia della Sicilia punica riguarda la dominazione cartaginese nella parte più occidentale dell'isola, iniziata intorno al 550 a.C. con la spedizione di Malco, a difesa delle città puniche dai Greci.
Così Tucidide, storico greco del V secolo a.C. racconta i periodi più antichi della presenza fenicia in Sicilia, prima sotto forma di relazioni commerciali, poi di stabilimenti permanenti. Da quella data l'isola tu teatro di una serie di conflitti, denominati guerre greco-puniche, che si conclusero solo nel 276 a.C.
L'influenza cartaginese terminò definitivamente dopo la vittoria romana nella battaglia delle Isole Egadi del 241 a.C.

## La colonizzazione

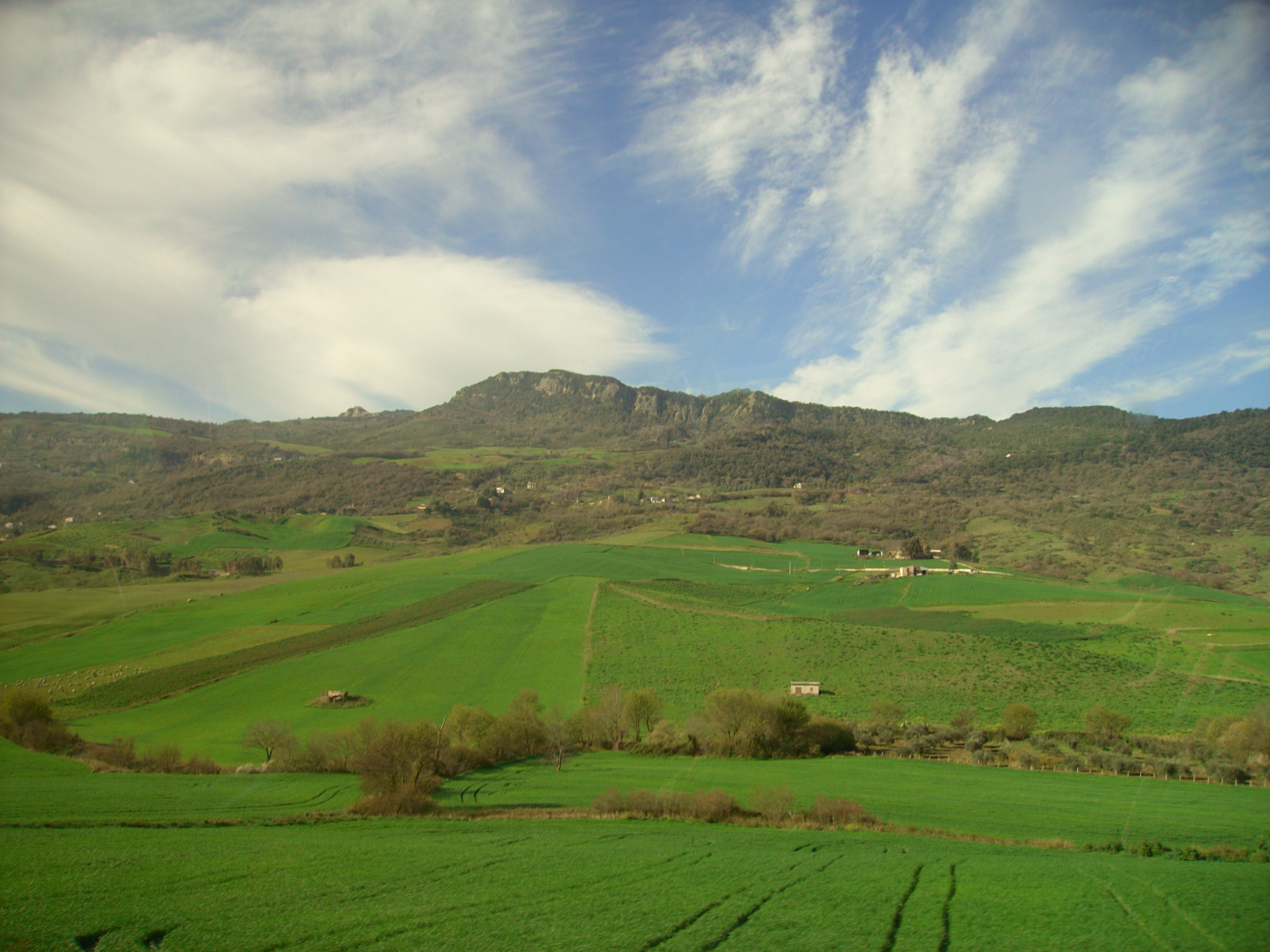
Paesaggio caratteristico della Sicilia

Già prima dei Fenici, durante il II millennio a.C., l'isola era il punto di destinazione dei Levantini che, contemporaneamente o parallelamente alle popolazioni dell'Egeo, percorrevano le strade del Mediterraneo occidentale. Alla fine del II millennio a.C., tra le popolazioni che vivevano sulla costa siriano-palestinese, emerge il popolo fenicio, differenziato dalle civiltà circostanti e da città come Biblo, Sidone e Tiro che affermano il loro potere di mercato creando gli inizi di un fenomeno storico molto vasto noto come "diaspora mediterranea fenicia".
Per quanto riguarda la prima fase di frequentazione della costa siciliana da parte dei Fenici, chiaramente evocata da Tucidide, le indicazioni sono molto deboli. Ma la mancanza di tracce sostanziali di questa presenza, in Sicilia come altrove nel Mediterraneo, può essere vista come un riflesso degli scopi esclusivamente commerciali di questi viaggi per mare, almeno inizialmente. 
Durante l'VIII secolo a.C., gli eventi politici che scuotono le città fenicie dell'Est - Tiro in particolare - da un lato, l'infiltrazione pressante e capillare dei Greci in Occidente dall'altro spinse i Fenici a trovare insediamenti sostenibili in posizioni chiave da un punto di vista strategico e commerciale. 
Ai primi mercati ossia Emporia destinati ai rapporti con i nativi, avvenne una sostituzione durante l'VIII secolo a.C., in Sicilia come in Sardegna, Spagna e Nord Africa, di città importanti che traspongono in Occidente le principali caratteristiche degli stabilimenti tipici Fenici privilegiando le isole vicino alla costa e i promontori che offrono varie possibilità di ormeggio e che sono facilmente difendibili. 
Queste caratteristiche sono presenti nelle più antiche fondazioni fenicie della Sicilia, Mozia, Solunto e Palermo, concentrate sulla punta occidentale dell'isola e che, a differenza delle colonie greche, sembrano soddisfare scopi commerciali eminenti piuttosto che di controllo e sfruttamento agricolo dei territori interni. È proprio questo diverso scopo che ha determinato le relazioni pacifiche tra i Punici (termine latino che si riferisce alle popolazioni di origine fenicia trapiantate in Occidente) e i Greci, almeno fino alla metà del VI secolo a.C.

## Le guerre greco-puniche
Da questa data, l'intervento cartaginese in Sicilia, cercando di contrastare gli obiettivi espansionistici delle principali città siciliane e le loro politiche anti-puniche, ha modificato l'equilibrio e il quadro politico dell'isola. Sebbene non esercitasse il controllo politico sui centri fenici, che conservarono la loro autonomia, Cartagine mantenne, in diverse occasioni, interessi territoriali e commerciali; la compagnia del generale cartaginese Malco intorno al 550 a.C., al quale dobbiamo il rafforzamento delle posizioni fenicie in Sicilia, condusse infatti il costante intervento di Cartagine nel destino dell'isola. 
Il tentativo dello spartano Dorieo, nel 510, di fondare un centro greco nel territorio punico fu facilmente respinto, ma nel 480 l'esercito cartaginese al comando di Amilcare subì una grave sconfitta vicino a Himera, di fronte a una coalizione di Agrigento e Siracusa . Una volta stabilizzate le posizioni puniche e greche, senza conseguenze dal punto di vista territoriale per la prima, Cartagine non intervenne in Sicilia fino al 409, quando dovette venire in aiuto degli Elimi di Segesta, tradizionalmente alleati punici, contro le minacce dei Selinunte. Selinunte e Himera furono poi distrutte così come Agrigento, in seguito, nel 406, tutti seguiti dalla conquista e dalla "punizione" nei loro territori. Ma il consolidamento del potere di Dioniso di Siracusa, il cui ambizioso progetto era quello di estendere il dominio greco su tutta la Sicilia, portò dopo otto anni di pace a un nuovo conflitto armato durante il quale furono distrutti i principali centri punici dell'isola. Dopo la caduta di Mozia nel 397, il nuovo punto di appoggio punico nella Sicilia occidentale fu la città di Lilibeo costruita su Capo Boeo, mentre il centro abitato di Solunto, dopo la distruzione della città nel 396, fu spostato dalla sua posizione primitiva, ancora incerta, in cima al Monte Catalfano; non sappiamo nulla del destino di Palermo, le cui facies puniche sono rese quasi esclusivamente attraverso i resti dei suoi luoghi di sepoltura. Dopo la morte di Dioniso nel 367, l'equilibrio tra le aree di influenza punica che ora includeva tutta la Sicilia occidentale e parte della Sicilia centrale, e le aree sotto il controllo greco si ristabilirono. Nel IV secolo a.C., in diverse occasioni, Cartagine fu in lotta contro Siracusa. È in questo contesto di politica anti-punica guidata da Siracusa che l'intervento di Pirro nel 276 a cui dobbiamo la conquista di tutti i centri punici ad eccezione di Lilibeo . La perdita finale della Sicilia da parte di Cartagine ebbe luogo alla fine della prima guerra punica, sebbene nel secondo conflitto con Roma, la metropoli africana potesse contare sul sostegno di partiti filopunici ancora attivi in alcune città siciliane. Nonostante la riduzione dell'isola in provincia di Roma, si può ancora riconoscere la persistenza della cultura punica in termini di lingua, religione e figuratività fino al I secolo a.C. almeno, un segno della vitalità di una tradizione fortemente radicata, stratificata e sostanzialmente autonoma.
L'importanza di Cartagine in ambito mediterraneo iniziò a farsi sentire nel VI secolo a.C. 
Con la spedizione di Malco attorno al 550 a.C. la città estese la propria influenza sulla parte occidentale della Sicilia. Nel 480 a.C. il generale Amilcare, forte di un esercito di 300.000 uomini (secondo quanto riferito da Diodoro Siculo) e dell'alleanza con i Persiani, sbarcò nei pressi di Palermo per la prima delle campagne siciliane. Fu però sconfitto nella battaglia di Imera: questa disfatta ridimensionò le mire cartaginesi sull'isola per 70 anni circa. In ogni caso, l'estremità occidentale isolana rimase sotto l'influenza cartaginese.

### Il conflitto con Siracusa
Nel 410 a.C. le guerre ripresero con la seconda e terza campagna siciliana dei Cartaginesi. Questa volta i protagonisti furono Annibale Magone e poi Imilcone II per i Cartaginesi e Dionisio I di Siracusa in rappresentanza dei Greci di Sicilia. I Cartaginesi riuscirono a conquistare Selinunte, Imera, Agrigento, Gela e Camarina, per poi fermarsi alle porte di Siracusa, sconfitti dall'esercito aretuseo e dalla peste.
Nel 315 a.C. iniziò la quarta campagna siciliana: Agatocle di Siracusa attaccò ed espugnò Messina, per poi passare alla devastazione delle campagne di Agrigento entrando in piena "epicrazia" cartaginese. Amilcare II guidò la controffensiva africana, e batté ad Ecnomo Agatocle, mettendo sotto assedio Siracusa. Agatocle assediò a sua volta Cartagine e riuscì nonostante la sconfitta a rompere l'assedio in Sicilia. Cartagine manteneva l'estremità occidentale della Sicilia, controllando le città di Lilibeo, Drepanon, Eraclea Minoa, Termini, Solunto, Selinunte, Segesta e Panormo; mentre agli Elimi, loro alleati, appartenevano le città di Segesta, Erix, Entella, Elima, Iaitas e Nakone.
Il conflitto greco-punico si concluse intorno al 276 a.C., con il ritiro dall'isola di Pirro, re dell'Epiro, che un anno prima, venuto in soccorso dei siracusani, era riuscito a conquistare tutta l'isola tranne la cartaginese Lilibeo.

## La guerra con i romani
I mercenari di Agatocle, chiamati "Mamertini", rimasti senza lavoro, conquistarono Messina. 
Nel 265 a.C. sotto l'attacco di Gerone II di Siracusa che voleva assediarli chiedono assistenza a Cartagine. La ottennero e i siracusani si ritirarono. Anche i Romani furono chiamati in aiuto dai Mamertini e, dopo lunga discussione, decisero di intervenire. L'attacco romano alla forze cartaginesi di Messina scatenò la Prima Guerra Punica, che durò dal 264 a.C. al 241 a.C. con una serie di battaglie e di scontri navali, e quello decisivo fu la battaglia delle Egadi.
Al termine del conflitto Cartagine fu costretta a lasciare definitivamente l'isola.

## Le città
- Mozia
- Solunto
- Palermo
- Lamas
- Kosyra
- Melita
- Gaulos
- Lilibeo
- Erice

### Le istituzioni
Dei tre centri fenici citati da Tucidide, quello di Mozia è, fino ad ora, il più noto perché dopo la sua distruzione non ha subito significative modifiche o rioccupazioni. 
La città si sviluppa su un'isola di circa 45 ettari, al centro di una zona lagunare chiamata "Stagnone", di fronte alla costa che collega Trapani a Marsala. Fondata VIII secolo a.C. come i reperti antichi hanno dimostrato, Mozia era un "emporium" fiorito fino alla sua distruzione nel 397. Dopo questa data, alcuni dei suoi abitanti si trasferirono sulla terraferma dove fondarono la città di Lilibeo, sull'omonimo promontorio. 
Il sito originale di Solunto non è stato ancora identificato in modo assoluto. In effetti la città arcaica fu completamente distrutta nel 395 da Dioniso e i sopravvissuti si insediarono sul Monte Catalfano a circa 20 km a est di Palermo per costruire una città caratterizzata da una pianificazione di tipo greco. Tra i siti precedentemente proposti per la posizione della città di Tucidide, possiamo citare quello di Pizzo Cannita, al centro dell'entroterra, vicino al quale nel 1695 e 1725, c'erano due sarcofagi antropoidi di tipo fenicio all'interno delle camere funerarie in ipogeo. Tuttavia, per ragioni cronologiche e topografiche, il centro di Pizzo Cannita, compreso persino nella sfera dell'influenza punica, non può in alcun modo coincidere con l'arcaico Solunto che dovrebbe piuttosto trovarsi lungo la costa. In effetti, il promontorio di Solunto, i resti di un habitat arcaica punica, prima di tale Cannita Pizzo, sono stati recentemente rinvenuti e una zona cimiteriale con tombe del VI secolo a.C. caratterizzato da materiale punico associato alla ceramica di importazione greca. 
Sulla topografia dell'antica Palermo, che si trova sotto la città moderna, abbiamo importanti indicazioni da fonti storiche che indicano l'esistenza di una prima città abitata ("Paleapolis") e un successivo sviluppo di questa verso il mare ("Neapolis"). Delimitata a est e ovest da due fiumi (il Kemonia e il Papireto), Palermo - in greco "Panormos" - era dotata di un vasto porto, elemento fondamentale nel ruolo strategico e militare assunto dalla città. come punto di appoggio costiero punico nella Sicilia nord-occidentale. È proprio la sua posizione chiave nel sistema difensivo cartaginese a provocare l'assedio di Pirro, la furia della conquista dei romani e la loro resistenza ai tentativi cartaginesi di riconquista. 
Tracce di occupazione risalenti al IV secolo a.C. sono presenti anche nel Monte Pellegrino, un promontorio che domina la città identificato con l'Eirkte su cui, secondo lo storico Polibio, il generale cartaginese Amilcare si stabilì per tre anni durante la prima guerra punica. 
La città di Lilibeo, l'attuale Marsala, fondata nel corso del IV secolo a.C., dopo la distruzione di Mozia, fu una roccaforte marittima in grado di resistere all'attacco di Greci e Romani attraverso un sistema di fortificazioni che circondavano i suoi fianchi interni e tre porte che la proteggevano via mare. Conquistata dai romani durante la prima guerra punica, divenne un municipio sotto Augusto e poi colonia sotto Settimio Severo, prima di essere distrutta dai Vandali nel 440.

### Altri centri
Oltre a queste città di fondazione fenicia o punica, ci sono in Sicilia altri centri di antica frequentazione fenicia, come Eryx. La presenza fenicia e punica nell'Eryx elima è legata al santuario di Astarte Ericina (dea fenicia assimilata all'Afrodite greca e alla Venere romana), ancora nota in epoca romana. Contesa tra Greci e Cartaginesi del VI secolo a.C. a causa della sua posizione strategica e del suo sbocco sul mare con il porto di Drepanon, Eryx rimase sotto il controllo cartaginese fino al 248 a.C., quando fu conquistata dai romani. Alleate dei cartaginesi furono anche altre città di fondazione elima come Segesta e Halyciae.
Altri centri furono punicizzati, vale a dire legati alla cultura punica in seguito alla conquista cartaginese alla fine del V secolo a.C., furono Selinunte e il Monte Adranone. Selinunte passò sotto il dominio punico, come Himera e Agrigento, nel conflitto che, alla fine del V secolo a.C., vide confrontarsi le città greche della Sicilia centrale e occidentale e con i Cartaginesi. Dopo l'occupazione della città nel 409 a.C., un quartiere residenziale punico si stabilì sull'acropoli greca e rimase attivo fino alla prima guerra punica quando gli abitanti furono deportati a Lilibeo. 
La presenza punica nel Monte Adranone dal IV secolo a.C. fa parte di una strategia di controllo territoriale; questo insediamento fortificato proteggeva il fiume Halykos, che era la linea di demarcazione tra le aree che erano ora nell'orbita di Cartagine e la Sicilia greca. Centro indigeno ellenizzato da Selinunte nel VI secolo a.C. passò sotto il controllo cartaginese dopo la distruzione della città greca nel 409 e vi rimase fino al tempo della conquista romana della Sicilia.

## Urbanismo e architettura
Troviamo le più antiche testimonianze architettoniche di Mozia che riguardano le aree religiose e funerarie situate alla periferia del nucleo abitato che non conosciamo per estensione, almeno per il periodo arcaico. 
L'insediamento urbano è caratterizzato da due settori con diverse disposizioni planimetriche, collegati da una strada anulare: nella parte centrale, occupata da abitazioni, una rete di strade che si intersecano perpendicolarmente: lungo la costa, gli edifici e le installazioni con funzioni essenzialmente tradizionali, come le officine dei vasai o le aree per lavorare la porpora, sono sempre orientate lungo la costa. Questi due modelli differenti coesistono almeno dal V sec a.C. e potrebbero rispecchiare le differenze cronologiche dell'impianto con un'anticipazione per quella della costa, ispirata anche ai modelli urbanistici orientali. 
Durante il VI secolo a.C., il periodo d'oro della città, oltre alla ristrutturazione e all'ampliamento dei vecchi complessi monumentali, l'attività di costruzione si sta muovendo verso la realizzazione di importanti opere pubbliche. 
La costruzione del recinto, eretto lungo la costa e che circonda completamente la città, si trova a metà del VI secolo a.C. Più volte rielaborate fino alla loro distruzione nel 395, le pareti erano costituite da un'alta base di pietra sormontata da mattoni grezzi e una merlata con cima arrotondata di tipo orientale. Gli ingressi principali erano quattro: quelli del nord e del sud sono ancora perfettamente leggibili. La porta settentrionale, che domina la costa di Birgi sulla terraferma, era fiancheggiata da due grandi torri e protetta da una complessa struttura difensiva. Dalla costa di fronte al cancello, una strada asfaltata conduceva dall'isola alla terraferma attraverso lo "Stagnone". la porta meridionale anch'essa con bastioni difendeva l'area portuale e il "cothon", un bacino artificiale quadrangolare collegato al mare da uno stretto canale. Realizzato nel corso del VI secolo a.C., il "cothon" serviva da bacino di carenatura e veniva utilizzato anche per le operazioni di carico e scarico delle imbarcazioni. 
Non conosciamo ancora esattamente i limiti del centro abitato: le recenti scoperte di due intere "insule" delimitate da strade nella zona centrale dell'isola e una nuova e grande arteria nel suo settore meridionale aumentano la conoscenza della rete stradale e delle strutture domestiche. Fino a poco tempo fa, solo la carreggiata che conduce dalla porta nord al centro dell'isola, "la casa dell'anafora" e "la casa dei mosaici", identificata all'inizio del secolo da J. Whitaker, poi parzialmente scavato negli ultimi trenta anni: la prima di queste due case deve il suo nome a un deposito di anfore trovato in una stanza. Il secondo è caratterizzato da un grande "atrio" con un peristilio, pavimentato con un mosaico di ciottoli che rappresentano scene di lotte tra animali o di animali isolati, all'interno di pannelli i cui bordi sono decorati con meandri o palmette; tutt'intorno si sviluppavano una serie di pezzi, alcuni dei quali hanno una destinazione sconosciuta. Entrambe le case nella loro forma attuale, sono datate al IV sec a.C., ma almeno per la "casa delle anfore" la fase più antica è di nuovo nel VII sec a.C. 
Le tracce del centro abitato di Palermo sono estremamente rare, con l'eccezione di una sezione del recinto del V sec a.C., con una torre e una porta a blocchi quadrangolari spesso recanti una lettera punica incisa. 
Il sistema fortificato che circondava Lilibeo sui suoi fianchi interni è complesso; ha pareti spesse 7 m bastioni imponenti, un fosso scavato nella roccia, tunnel e gallerie che portano dalla parte interna della custodia oltre la divisione. Ha avuto anche la funzione di collegare i tre bacini che proteggevano il lato del mare e un piano regolare a forma di quadrilatero del IV sec a.C e rinnovato nel II sec a.C. 
Delle grandi sezioni delle mura di Erice erette nel IV secolo a.C. durante l'occupazione cartaginese, furono conservate torri e postazioni, costruiti con blocchi quadrangolari: su molti di questi, sono state incise lettere dell'alfabeto punico: forse questi sono segni relativi alle cave o indicazioni per il montaggio dei blocchi. 
La facies punica di Selinunte è verificata nella nuova urbanizzazione dell'acropoli su cui si insedia un modesto complesso residenziale. Questi, costituiti da due o tre pezzi disposti in fila, o distribuiti secondo la tipica tecnica punica all'apparato "incatenato" ("opus africanum") caratterizzato da una serie di arpe verticali in pietra disposte a breve distanza l'una dall'altra e altri il cui spazio intermedio è pieno di piccole macerie o mattoni. 
La ricostruzione delle mura greche di Monte Adranone e la costruzione di due complessi religiosi, uno sull'acropoli, l'altro su una terrazza inferiore, è riferito alla fase punica.

## Le aree sacre
L'austerità e la semplicità dei luoghi di culto punici contrastano con la grandiosa monumentalità dell'architettura sacra. È il caso dei due importanti complessi religiosi di Mozia, entrambi situati nella parte nord-occidentale dell'isola, creati nel VII secolo a.C. e in uso fino al periodo ellenistico: il santuario di "Capiddazzu" e il " tofet ". 
Il primo è caratterizzato nella sua prima fase (VII sec a.C.), da una grande fossa contenente i resti di ossa di animali e da piccoli muri di pietra contigui senza legante: era circondato da un muro peribolo del VI sec a.C. Un altro periodo importante, il V sec a.C vede la costruzione di un tempio ormai scomparso e, in un periodo successivo alla distruzione della città, la costruzione di un edificio a tre navate che si appoggiò al fianco settentrionale del muro perimetrale. Il "tofet", unico santuario di questo tipo scoperto in Sicilia, era un'area all'aperto circondata da un recinto in cui venivano fatti sacrifici per bambini e animali i cui resti carbonizzati venivano raccolti in vasi e poi depositati nel terreno. Il termine "sacrificio" deve essere inteso alla luce delle nuove ricerche, come un'offerta alla divinità di individui che sono morti prematuramente di morte naturale e non, come si crede tradizionalmente, nel senso di sanguinoso rituale omicidio. 
Il "tofet" di Mozia, contemporaneo del primo insediamento della città, fu ampliato e ristrutturato durante il VI secolo a.C. e rimase in uso anche dopo la distruzione della città come importante centro di raduno religioso. Tra i sette strati identificati, quelli più ricchi di depositi e grandi monumenti votivi, contengono, in bassorilievo, simboli religiosi come la falce di luna, il disco solare, il betilo (sacro pilastro che costituisce il rappresentazione non rappresentata della divinità) e figure antropomorfe: spesso una dedica al dio beneficiario del sacrificio, Baal Hammon, veniva incisa o dipinta su queste stele. Durante questa fase furono depositati anche molti ex voto di terracotta; sono tipici della cultura punica e rappresentano maschere, protomi (rappresentazioni del viso e della parte superiore del busto) e statuette lavorate al tornio. Dal V secolo a.C. l'uso di depositare delle stele e i cippi di tomba cade in disuso, e il santuario riceve solo urne almeno fino alla fine del III secolo a.C. 
Tre edifici religiosi di Solunto risalgono al periodo ellenistico. Un primo complesso sacro è caratterizzato da un altare con tre betili con un piccolo bacino destinato a raccogliere i resti sacrificali e da una serie di pezzi usati per il culto. Nell'area pubblica vi è quindi un tempio costituito da due "celle" contigue che probabilmente hanno ricevuto due statue divine trovate a Solunto e conservate oggi al Museo Archeologico Regionale di Palermo: l'una colossale, rappresenta Zeus-Baal Hammon e data il II secolo a.C.; altro, datato al VI secolo a.C., una figura femminile seduta su un trono fiancheggiato da sfinge probabilmente Astarte. Per quest'ultimo, si pensa che potrebbe essere un importante simulacro divino della città arcaica salvato dalla distruzione e trasferito nella nuova città. Una terza zona sacra di complessa planimetria a labirinto si trova nella zona più alta della stessa. Per quanto riguarda Palermo, le prove dell'esistenza di un "tofet" sono troppo sottili, mentre le iscrizioni sulle pareti della Grotta Regina, nella riserva naturale di Capo Gallo a nord della città, testimoniano il culto del dio guaritore Shadrafa.
Non abbiamo conservato alcuna traccia del santuario di Astarte a Eryx, dove veniva praticata la sacra prostituzione secondo un rituale di origine orientale: era situato sulla cima del Monte San Giuliano dove fu costruita la fortezza normanna. 
A Selinunte, dopo la conquista cartaginese del 409, i resti monumentali dell'acropoli greca furono riutilizzati dai nuovi conquistatori che la adattarono ai loro culti tradizionali: è il caso di una piccola stanza nel "pronao" del tempio A dove si trova il cosiddetto "segno di Tanit" (un triangolo sormontato da una barra orizzontale e un disco), paragonato a quello della dea cartaginese Tanit), al caduceo (un bastone con due serpenti a spirale, simbolo di prosperità) e una testa bovina, probabile simbolo del dio Baal Hammon. Inoltre, sull'acropoli, ci sono aree culturali caratterizzate da depositi di resti di animali nelle anfore. Fuori dalla città, anche il santuario di Demetra Malaphoros sembra aver avuto una presenza punica, poiché è probabilmente possibile riportare le stele geminate approssimativamente scolpite in un blocco con due teste, un maschio e l'altra femmina. 
Presso il Monte Adranone, la presenza cartaginese è evidente anche nell'architettura religiosa con la costruzione di due santuari i cui aspetti strutturali e religiosi testimoniano la mescolanza di elementi greci e punici: un edificio sacro costruito sull'acropoli ha una pianta rettangolare tripartita allungata e, sopra l'architrave dorico, una cornice a "gola egiziana"; nella stanza centrale aperta, due elementi quadrangolari di arenaria formavano probabilmente le basi di due betili. Un altro tempio a pianta bipartita, caratterizzato anche dalla presenza di betili, si trova su una terrazza sotto l'acropoli. 

## Le installazioni funerarie

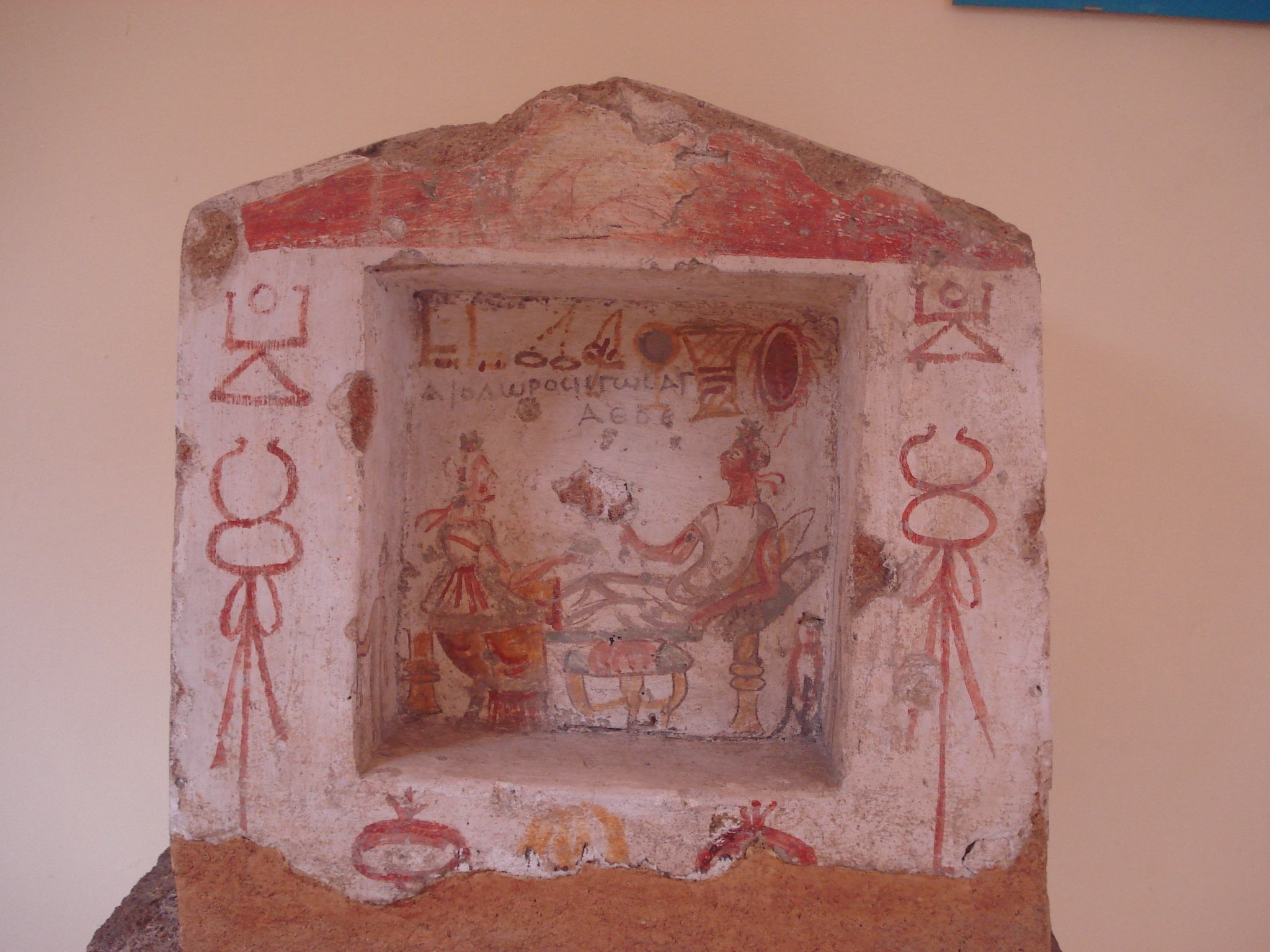
Edicola greco-punica di Marsala, Museo Archeologico di Palermo

La necropoli più antica è quella di Mozia, situata nella parte settentrionale dell'isola e in uso dalla fine VIII secolo a.C. fino alla prima metà del VI secolo a.C. Presenta quasi 400 tombe, praticamente tutte a incinerazione, costituite da depositi semplici in piccole buche scavate nella roccia con urne, anfore o pietre contenenti le ceneri. Le poche sepolture funerarie nelle anfore riguardano i bambini. Quando alla VI secolo a.C. i recinti sono stati costruiti tagliando l'area cimiteriale, la necropoli è stata trasferita sulla costa di Birgi, dove rimase in uso fino al IV secolo a.C. con una preponderanza di tombe a inumazione.
Il materiale funerario consisteva in vasi di tradizione orientale, realizzati localmente, come brocche trilobate o le tipiche brocche chiamate "bobeche" (bocca a fungo), spesso associate alle ceramiche o oggetti di importazione greca come ornamenti o servizi igienici. Le aree funerarie di altri centri punici sono anche eccentriche rispetto alle abitazioni: presentano tombe tipologicamente più monumentali come "dromos" e pozzi. I primi, che contengono camere di sepoltura di ipogei con un corridoio di accesso dotato di gradini ("dromos"), nascondevano uno o più sarcofagi litici ricoperti da lastre di pietra o terracotta; sepolture di questo tipo sono caratteristiche delle necropoli di Palermo, Solunti e Pizzo Cannita.
I riti di sepoltura e cremazione sono evidenziati simultaneamente nella necropoli di Palermo in uso tra il VI e il III secolo a.C.: oltre alle tombe a "dromos" spesso indicate da un cippo, sono frequenti tombe e depositi in anfore. Il materiale costituito principalmente da ceramiche greche e puniche veniva generalmente collocato all'esterno del sarcofago, mentre all'interno venivano raccolti oggetti personali.
Le sepolture di Pizzo Cannita, all'interno delle quali sono stati rinvenuti due sarcofagi antropoidi, e quelle di Solunto, alcune delle quali sono state riutilizzate nel periodo ellenistico, sono tipologicamente vicine e contemporanee alle tombe più antiche di Palermo. Si è scoperto che anche negli ambienti funerari della tradizione punica, il materiale greco o di ispirazione greca era prevalente a Solunto, insieme ad alcune ceramiche fenico-puniche evolute.
A Lilibeo, oltre alle semplici tombe a fossa, è attestato un tipo di tomba a una o due camere con un pozzo verticale con tacche poste lateralmente nelle pareti destinate a facilitare la discesa dei becchini. Nel caso più raro dell'incenerimento, i resti calcinati sono stati depositati in piccole scatole di pietra con una doppia copertura inclinata. Il materiale consisteva principalmente in ceramiche di produzione locale, di tradizione punica e materiale di importazione greco. Un gruppo di monumenti funerari a forma di piccoli templi di tipo greco, in cui è raffigurata una scena di banchetto funebre, hanno conservato nelle loro decorazioni pittoriche simboli religiosi punici come i simboli astrali, il caduceo e il simbolo di Tanit, e fino al pieno periodo romano (I secolo a.C.).

## Arte e artigianato
La produzione artigianale punica della Sicilia, che in alcune categorie mostra relazioni dirette con il Vicino Oriente o con Cartagine, dimostra altri tipi di materiali, stretti contatti con il mondo greco; si può persino affermare che i centri punici in Sicilia siano stati spesso ricevitori e divulgatori di prodotti di fabbricazione greca o di ispirazione greca nel mondo punico. 

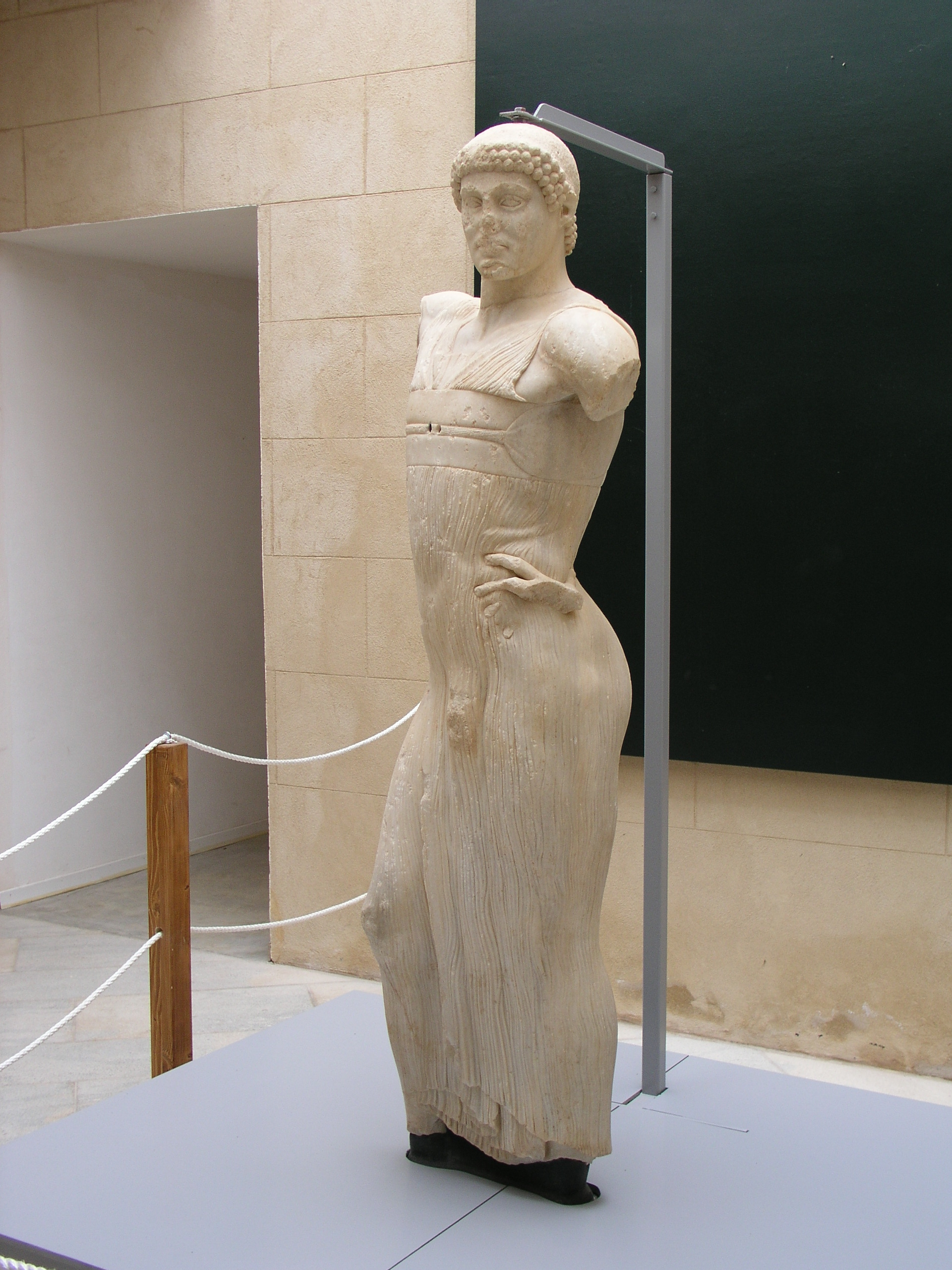
L'efebo di Mozia

I legami più stretti con la tradizione orientale possono essere individuati nel rilievo statuario e in pietra. Mozia è un osservatorio privilegiato: una frammentaria statua maschile in arenaria, trovata nella laguna, riproduce nei suoi abiti e nei suoi canoni un'iconografia di origine egizia diffusa nel mondo fenicio; oppure il motivo dei due felini che attaccano un toro, anch'esso di ispirazione orientale, rappresentato in un gruppo scolpito di grandi dimensioni. Queste due opere sono datate al VI sec a.C. Allo stesso modo, tra le mille e più stele "tofet" i modelli e le rappresentazioni legate alla tradizione orientale come il personaggio maschile che avanza di profilo, con un lungo cappotto e una tiara, in cui il personaggio femminile è visto in piedi, con capelli egiziani, abito lungo svasato e mani sul seno; le cornici di queste figure e i motivi simbolici come le bestie, spesso riproducono l'architettura di piccoli templi egizi. Ma troviamo anche a Mozia una splendida statua in marmo, questa volta di fattura greca, risalente ai primi decenni del V secolo a.C., che rappresenta un personaggio maschile, in piedi, drappeggiato, la cui interpretazione iconografica è controversa e che si può considerare come il simbolo dell'incontro tra la civiltà greca e punica. 
Da Solunto, arriva una statua della divinità femminile vestita con un lungo abito, seduta su un trono fiancheggiato da sfinge, i cui prototipi sono indiscutibilmente orientali: è anche verso est che ritroviamo i due sarcofagi antropoidi di Pizzo Cannita, anche se le figure femminili scolpite sulla loro copertura indicano un'influenza dei modelli greci di stile tardo severo. 
Nel periodo ellenistico, il rilievo in pietra è attestato dalle stele di Lilibeo e Selinunte: i primi, che ricordano tipologicamente l'ambiente cartaginese, riproducono lo schema figurativo dell'offerente davanti a un incensiere posto tra il simbolo di "Tanit" e il caduceo; dall'altra parte, le stele Gemelli dei santuari Malphoros di Selinunte sembrano essere state ispirate dalla cultura punica per la realizzazione "informale" delle teste e la rappresentazione schematica dei volti. 
Una produzione punica tipica anche in Sicilia è quella di maschere e protomi in terracotta realizzati in uno stampo e ritoccati con lo scalpello, e quelli di statuette lavorate sul tornio. Da Mozia arriva una maschera maschile apotropaica con la fronte e l'argilla striata, gli occhi lavorati a traforo e la bocca segnata da una smorfia satanica: è stato trovato nel "tofet", con un gruppo di protomi femminili egizizzanti e numerose statuette cilindriche lavorate sul tornio con dettagli anatomici applicati a rilievo, e che spesso portano una piccola lampada sulla testa. In una tomba particolarmente ricca della necropoli arcaica è stata trovata una statuetta femminile nuda con le mani sul petto con dettagli dipinti in rosso e nero, che riproducono una dea della fertilità. Una statuetta di questo tipo è stata trovata anche in una tomba della necropoli di Palermo . 
La produzione in terracotta comprende stampe e piccoli altari con scatole, recipienti a parallelepipedo la cui faccia anteriore è decorata con motivi stampati di ispirazione orientale che rappresentano scene di lotta tra animali. 
Il dominio religioso è quello in cui è meglio verificata la persistenza degli elementi culturali strettamente punici: ciò è illustrato da due piccole "arulae timiatheria" (piccoli altari usati come bruciatori di profumo) in terracotta, cilindri di Solunto che, sebbene tipologicamente e cronologicamente risalgono all'epoca romana, non applicano il caduceo e il segno di "Tanit". 
Gli arredi funerari più ricchi includono ancora gioielli, amuleti, vetri policromi, uova di struzzo dipinte, che sono tipi ampiamente distribuiti in tutto il mondo punico. I gioielli, principalmente in argento, sono decorati con filigrane o granulazioni. Gli amuleti in osso o pasta silicea smaltata riproducono iconografie o motivi di ispirazione egiziana. I vetri policromi appartengono alla tipologia dei piccoli porta balsamo, che riproducono forme greche o a piccolissimi pendenti a forma di maschera umana spesso dotati di un certo taglio di capelli e una barba curva. Infine, le uova di struzzo dipinte, deposte nelle tombe come simboli di rinascita, possono essere lavorate sotto forma di una tazza o sotto forma di piccole maschere con grandi occhi per scongiurare le influenze maligne. 